# Mossblown
Mossblown est un village situé dans le South Ayrshire, en Écosse.